# Italy First
Italy First S.p.A. è stata una compagnia aerea italiana con sede a Rimini fondata il 19 dicembre 1996 per iniziativa del Gruppo Condor. A partire dal 22 agosto 1999 effettuò voli di linea e charter nazionali in Wet Lease e in Code Share per conto di altre aerolinee. All'inizio del 2006 la società vendette i velivoli avendo cessato le operazioni almeno un anno prima.

## Servizi
L'Italy First ha operato negli scali di Roma-Fiumicino, Milano-Malpensa, Bologna, Genova, Albenga, Pisa, Trapani, Alghero, Pantelleria, Torino-Levaldigi, Lampedusa e Catania-Fontanarossa, oltre che in alcuni scali all'estero.

## Flotta
| Aeromobile | Immagine | In flotta | Note  |
| ---------- | -------- | --------- | ----- |
| ATR 42     |          | 2         | [ 3 ] |